# Oulad Khallouf
Oulad Khallouf  (in arabo أولاد خلوف‎?) è un centro abitato e comune rurale del Marocco situato nella provincia di El Kelâat Es-Sraghna, regione di Marrakech-Safi. Conta una popolazione di 8 605 abitanti (censimento 2014).